# Elezioni parlamentari tedesche del 1893

I risultati delle elezioni del Reichstag per collegio elettorale, comprese le successive elezioni suppletive. La numerazione delle circoscrizioni corrisponde a quella della tabella.

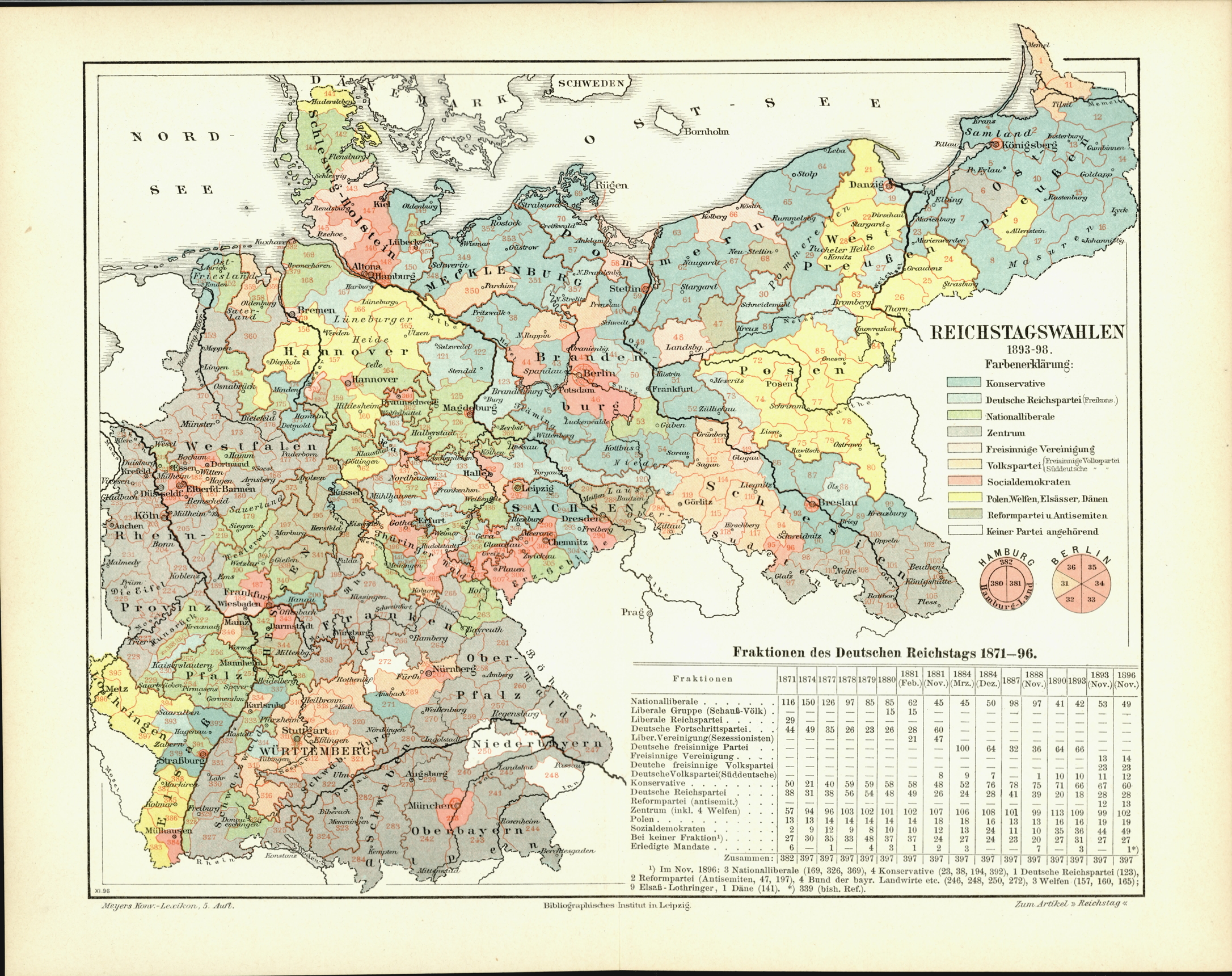
Risultati delle elezioni del Reichstag del 1893 in una mappa storica (comprese le successive elezioni suppletive)

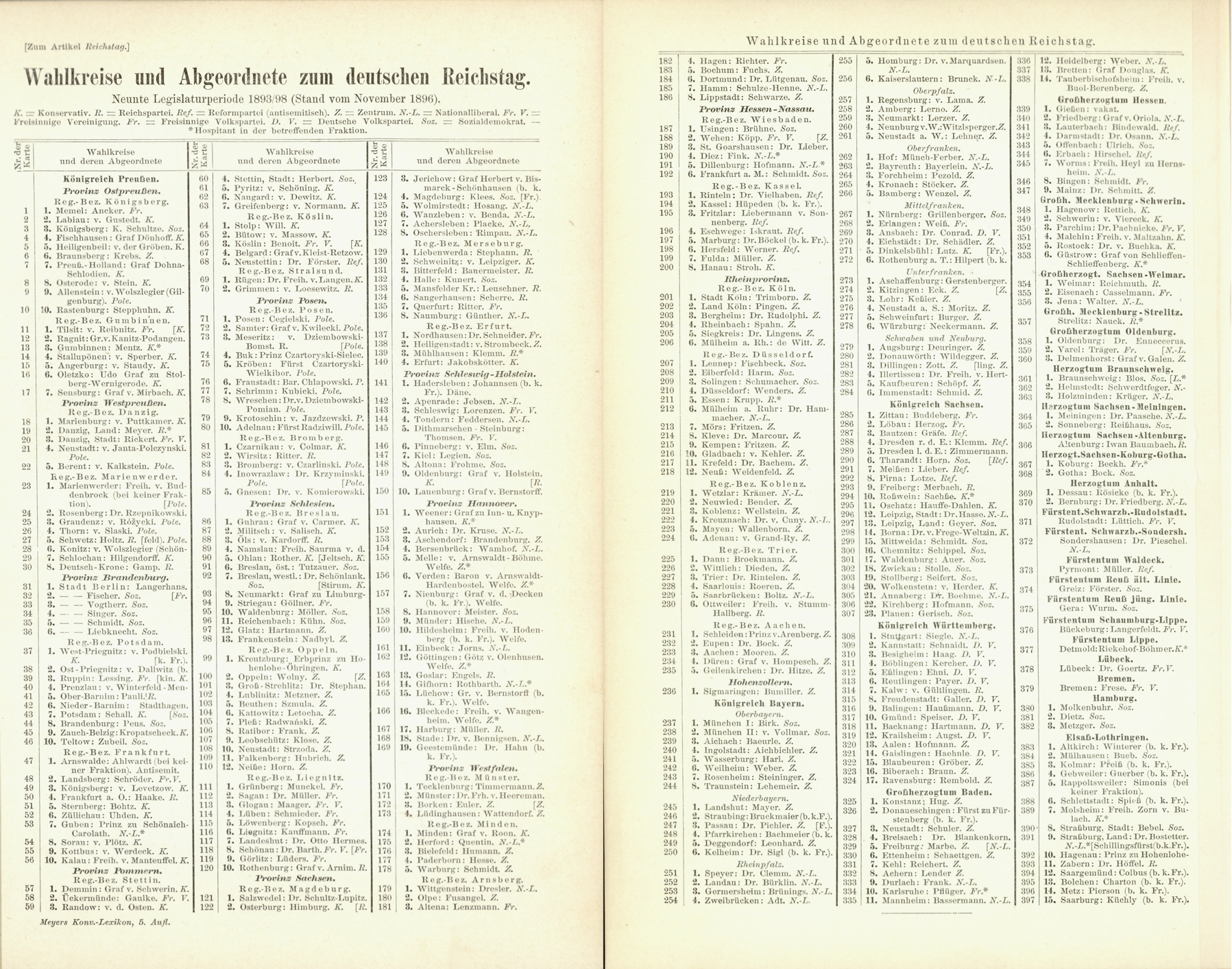
Elenco dei 397 parlamentari eletti per circoscrizione

Le elezioni parlamentari del 1893 composero il IX Reichstag tedesco. Si svolsero il 15 giugno 1893. La partecipazione al voto è stata di poco superiore al 72%, poco superiore rispetto alle precedenti del 1890.
Le elezioni si erano rese necessarie dopo che il Reichstag era stato sciolto il 6 maggio 1893 su richiesta del cancelliere Leo von Caprivi.
Come per lo scioglimento del Reichstag nel 1887, la ragione dello scioglimento fu il disegno di legge che consentiva l'incremento dull'esercito a circa 500.000 uomini. Ad opporvisi furono i socialdemocratici, la maggioranza del Centro e parte del Partito Liberale. I liberali si divisero poi nella Partito Popolare Liberale e nella Associazione Liberale.
Le elezioni si sono concluse con una stretta vittoria dei cosiddetti "partiti di cartello" (conservatori tedeschi, conservatori liberi e nazional liberali) fedeli al governo. I socialdemocratici, che nel frattempo erano stati liberati dalla legge socialista, divennero chiaramente il partito più forte in termini di voti. Gli antisemiti continuarono a crescere vincendo principalmente nella provincia prussiana di Assia-Nassau, nel Granducato di Assia, nella Sassonia orientale e centrale e sporadicamente in Neumark e Pomerania Orientale. Nella Bassa Baviera e nella Media Franconia, l'Unione degli agricoltori bavaresi, che era stata fondata per rappresentare gli interessi dell'agricoltura bavarese in reazione alla politica di basse tariffe iniziata dal cancelliere del Reich Caprivi, vinse quattro circoscrizioni. I liberali divisi persero dei seggi. Nel complesso, il Reichstag risultò più frammentato. La costante assenza di una rimodulazione delle circoscrizioni elettorali portò ad una notevole distorsione tra voti e seggi legata al sistema di voto maggioritario. Per la prima volta, un candidato polacco, Anton von Wolszlegier, vinse in un collegio della Prussia orientale (Allenstein).
Il nuovo Reichstag adottò il progetto di legge del governo sull'esercito con una stretta maggioranza (201 voti).

## Risultati
| Orientamento Politico        | Orientamento Politico        | Partiti                                    | Partiti | Voti       | Voti   | Voti      | Seggi | Seggi  | Seggi     |
| ---------------------------- | ---------------------------- | ------------------------------------------ | ------- | ---------- | ------ | --------- | ----- | ------ | --------- |
| Orientamento Politico        | Orientamento Politico        | Partiti                                    | Partiti | in Milioni | %      | Diff.1890 | Seggi | %      | Diff.1890 |
| Conservatori                 | Conservatori                 | Partito Conservatore Tedesco (DKP)         |         | 1,038      | 13,5 % | +1,1 %    | 72    | 18,1 % | −1        |
| Conservatori                 | Conservatori                 | Partito del Reich tedesco (DRP)            |         | 0,438      | 5,7 %  | −1,0 %    | 28    | 7,1 %  | +8        |
| Liberali                     | Destra-                      | Partito Nazionale Liberale (NLP)           |         | 0,997      | 13,0 % | −3,3 %    | 52    | 13,2 % | +11       |
| Liberali                     |                              | Liberali Indipendenti                      |         | n/a        | n/a    | n/a       | 2     | 0,5 %  | −1        |
| Liberali                     | Moderati                     | Associazione Liberale (FVg)                |         | 0,258      | 3,4 %  | (−3,9 %)  | 13    | 3,3 %  | (−29)     |
| Liberali                     | Sinistra-                    | Partito Popolare Liberale (FVp)            |         | 0,666      | 8,7 %  | (−3,9 %)  | 241)  | 6,0 %  | (−29)     |
| Liberali                     | Sinistra-                    | Partito Popolare Tedesco (DtVP)            |         | 0,167      | 2,2 %  | +0,2 %    | 11    | 2,8 %  | +1        |
| Cattolici                    | Cattolici                    | Partito di Centro Tedesco (Zentrum)        |         | 1,469      | 19,1 % | +0,5 %    | 96    | 24,2 % | −10       |
| Socialisti                   | Socialisti                   | Partito Socialdemocatico di Germania (SPD) |         | 1,787      | 23,3 % | +3,6 %    | 442)  | 11,1 % | +9        |
| Partiti regionali, minoranze | Partiti regionali, minoranze | Partito Tedesco di Hannover (DHP)          |         | 0,102      | 1,3 %  | −0,3 %    | 7     | 1,8 %  | −4        |
| Partiti regionali, minoranze | Partiti regionali, minoranze | Polacchi                                   |         | 0,230      | 3,0 %  | −0,4 %    | 19    | 4,8 %  | +3        |
| Partiti regionali, minoranze | Partiti regionali, minoranze | Danesi                                     |         | 0,014      | 0,2 %  | ±0,0 %    | 1     | 0,3 %  | ±0        |
| Partiti regionali, minoranze | Partiti regionali, minoranze | Alsaziani e Loreni                         |         | 0,115      | 1,5 %  | ±0,1 %    | 8     | 2,0 %  | −2        |
| Partiti regionali, minoranze | Partiti regionali, minoranze | Unione degli agricoltori bavaresi (BB)     |         | 0,081      | 1,1 %  | +1,1 %    | 4     | 1,0 %  | +4        |
| Antisemiti                   | Antisemiti                   | Partito Riformatore Tedesco (Ref)          |         | 0,264      | 3,4 %  | +2,7 %    | 123)  | 2,8 %  | +8        |
| Antisemiti                   | Antisemiti                   | Partito Sociale Tedesco (DSP)              |         | 0,264      | 3,4 %  | +2,7 %    | 2     | 1,0 %  | +1        |
| Antisemiti                   | Antisemiti                   | Indipendenti                               |         | 0,264      | 3,4 %  | +2,7 %    | 24)   | 0,3 %  | +2        |
|                              |                              | Altri                                      |         | 0,048      | 0,6 %  | +0,7 %    | -     | -      | ±0        |
| Totale                       | Totale                       | Totale                                     | Totale  | 7,674      | 100 %  |           | 397   | 100 %  |           |

Osservazioni
In cinque casi un candidato ha vinto due collegi elettorali contemporaneamente. In tal caso il mandato poteva essere accettato solo per uno dei due collegi e nell'altro collegio si svolgeva un'elezione suppletiva.
- 1) Albert Traeger ha vinto sia il collegio elettorale dell'Assia di Bingen che quello di Oldenburg di Jever. Ha accettato il mandato a Jever.
- 2) August Bebel ha vinto sia il collegio elettorale di Amburgo I che quello di Strasburgo-Città. Ha accettato il mandato a Strasburgo.
- 3) Oswald Zimmermann vinse sia il collegio elettorale di Dresda sulla riva sinistra dell'Elba che il collegio elettorale dell'Assia di Lauterbach. Ha accettato il mandato a Dresda. Nella provincia dell'Assia-Nassau, Ludwig Werner vinse sia il collegio elettorale di Hofgeismar che quello di Hersfeld. Ha accettato il mandato a Hersfeld.
- 4) Hermann Ahlwardt vinse sia il collegio elettorale di Brandeburgo di Arnswalde che il collegio elettorale di Pomerania di Neustettin. Ha accettato il mandato ad Arnswalde.

## I gruppi del IXReichstag
Nel IX Reichstag, diversi deputati non si unirono al gruppo parlamentare del partito di appartenenza e alcuni rimasero senza gruppo. Quattro deputati del DHP hanno aderito al gruppo del Partito del Centro. Poiché in cinque casi i deputati avevano ottenuto un doppio mandato, ma potevano accettare solo il mandato per una circoscrizione, il Reichstag comprendeva solo 392 membri all'inizio della IX legislatura. Inizialmente, i gruppi del Reichstag avevano la seguente consistenza: 
| Centrista                   | 99 |
| Conservatore                | 68 |
| Nazional-liberale           | 52 |
| Socialdemocratico           | 43 |
| Liberal-Conservatore        | 27 |
| Partito Popolare Liberale   | 22 |
| Polacchi                    | 19 |
| Unione Liberale             | 13 |
| Partito Popolare Tedesco    | 11 |
| Partito Riformatore Tedesco | 10 |
| Indipendenti                | 28 |

Nel corso della legislatura, la forza dei singoli gruppi parlamentari è cambiata più volte a causa delle elezioni suppletive e dei cambiamenti nei gruppi parlamentari.